# Atari 7800
Der Atari 7800 ist eine Spielkonsole von Atari, Inc. und ihres Nachfolgerunternehmens Atari Corporation.

## Geschichte
Der Atari 7800 sollte den mäßig erfolgreichen Atari 5200 ersetzen und Atari wieder eine bessere Position im Konkurrenzkampf gegen Intellivision und ColecoVision verschaffen. Mit dieser Konsole versuchte Atari, die wesentlichen Mängel des 5200 zu beheben: Die neue Konsole hatte einfache, digitale Joysticks, war abwärtskompatibel zum Atari 2600 und erschwinglich.
Der 7800 war die erste Atari-Konsole, die von einem externen Hersteller (General Computer) entwickelt wurde. Das Gerät war zunächst so konzipiert, dass ein Kunde das System zu einem vollwertigen Heimcomputer ausbauen konnte: Es wurde eine Tastatur entwickelt, und über einen eingebauten Anschluss konnten Peripheriegeräte wie Diskettenlaufwerke und Drucker verwendet werden. General Computer hatte außerdem eine „Highscore-Cartridge“ entwickelt, eine batteriebetriebene RAM-Einheit zur Sicherung von Punkteständen in Spielen. Atari produzierte jedoch keines dieser Zubehörteile, so dass später der entsprechende Anschluss entfernt wurde.
Die Konsole wurde am 21. Mai 1984 offiziell angekündigt und im Juni 1984 erstmals in Kalifornien veröffentlicht. Einen Monat später trennte Ataris Mutterkonzern Warner Communications die Atari, Inc. auf und verkaufte die nun als Atari Corporation firmierende Endkundensparte an Jack Tramiel, der (wie die meisten in den USA) glaubte, die Tage der Videospiele seien gezählt. Er stoppte die Produktion von Ataris vorhandenen Systemen und investierte sämtliche Mittel auf die Entwicklung des 16-bit-Computers Atari ST. Der 7800 wurde 1986 erneut auf den Markt gebracht, nachdem der Erfolg des Nintendo Entertainment System bewiesen hatte, dass der Videospielemarkt nicht tot war. Zu diesem Zeitpunkt hatten NES und Sega Master System den Markt allerdings bereits weitgehend gesättigt, was den Verkaufserfolg des 7800 stark einschränkte. Allerdings hatte Tramiel auch kein Interesse, mit Nintendo und Sega zu konkurrieren, sondern wollte mit geringem Einsatz zusätzliche Einnahmen für Weiterentwicklung seiner Heimcomputerreihe Atari ST generieren. Daher positionierte er den Atari 7800 als günstige Alternative zum japanischen Marktführer.

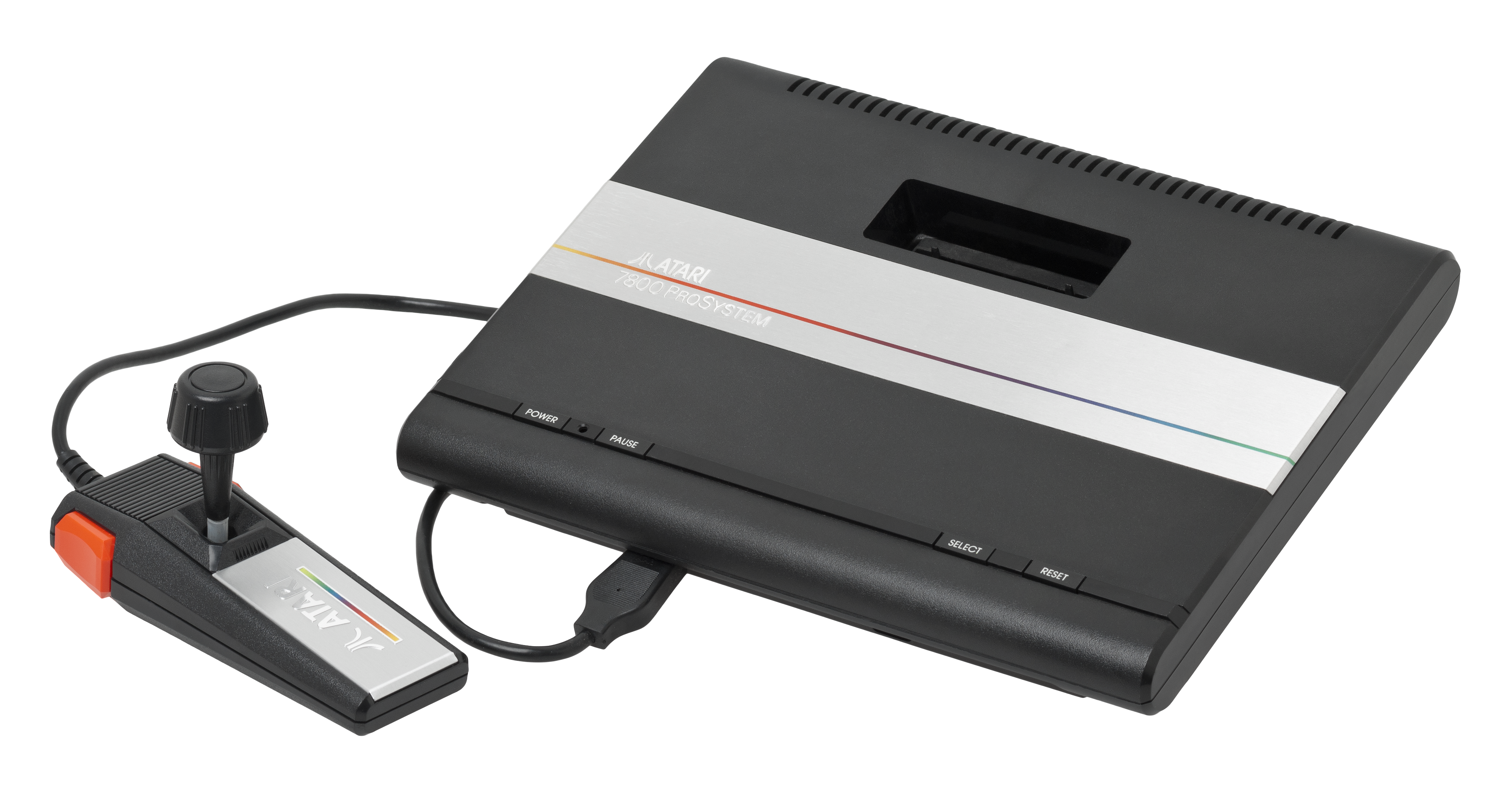
Atari 7800 System

Die technischen Leistungen des 7800 sind bis heute umstritten. Von der Architektur handelte es sich lediglich um ein Atari 2600 mit besserer CPU und besserem Grafikchip (MARIA). Während das System deutlich mehr bewegliche Objekte (bis zu 100) darstellen konnte als alle Konkurrenzkonsolen, so war es diesen soundtechnisch unterlegen. Um dies auszugleichen, hatten einige Spiele einen POKEY-Audio-Chip in die Cartridge eingebaut (z. B. Ballblazer und Commando). Die Entwicklung von Spielen für den 7800 war aufwendiger als bei anderen derzeitigen Konsolen, allerdings waren viele Programmierer bereits mit der ähnlichen Entwicklungsweise für den 2600 vertraut.
Der Atari 7800 litt an derselben Softwareflaute, die für alle Atari-Konsolen nach dem Videospielecrash 1983 kennzeichnend sein sollte. Relativ wenig Spiele wurden von Atari veröffentlicht, die darüber hinaus oft Mängel aufwiesen. Gleichzeitig unternahm Atari kaum Anstrengungen, um externe Entwickler für das System zu gewinnen.
Eine spätere Revision der Konsole enthielt bereits das Spiel Asteroids in der 7800er-Variante im ROM.

### Quelltext
Bei der Schließung der Atari Corporation 1996 wurde der kommentierte Quelltext des 7800er-Betriebssystems (mit dem darin enthaltenen Asteroids) auf Atari-ST-Disketten zusammen mit Joust, Dig Dug, Robotron: 2084 und acht weiteren Spielen vom Atari-Museum geborgen und später veröffentlicht.

### Atari Flashback
20 Spiele der Systeme Atari 2600 und 7800 wurden 2005 mit der Konsole Atari Flashback neu aufgelegt.

## Technische Daten
- CPU: 6502C („SALLY“), getaktet mit 1,19–1,79 MHz
- RAM: 4 KB
- Modulgröße: bis 128 KB
- Grafikchip: MARIA im 7800 Modus/TIA im 2600 Modus
- Auflösungen: 160×242, 320×242
- Farben (Palette): 16 (256)
- Soundchip: TIA
- Soundkanäle: 2 PSG
- Controllerports: 2